# GE Dash 7
Dash 7（ダッシュ 7）は、GEトランスポーテーション・システムが製造した電気式ディーゼル機関車のシリーズである。形式の末尾に7を付番する。

## 解説
本シリーズは、GEがロード・スイッチャー市場への本格進出にあたり開発したU25B等ユニバーサル・シリーズ（通称Uボート）の後継にして、GM-EMDのDash 2への対抗車種である。
Uボートの製造開始は1959年である。画期的な車体構造を持つなど当初は市場に好意的に迎えられた。これを見たGM-EMDは対抗車種としてGP30を開発し、1961年より製造開始。実績のあるエンジンを搭載するなど長年の信頼性を武器に販売面で優位に立ち、さらに1971年にはDash 2を開発し、Uボートを完全に時代遅れにしてしまった。
GEは1976年に本シリーズの製造を開始、1985年までにUボートとほぼ同数の約2800両を製造した。一方、Dash 2の販売両数は8000両を超えた。シェアの面ではDash 2を凌駕するには至らなかったものの、本シリーズは4ストロークエンジンを搭載しているため、1970年代のオイルショック後には2ストロークエンジンのEMD製と比較して燃費がいいということから、その評価が見直された。
形式名は、1文字目のアルファベットが1台車あたりの車軸配置を示し、続く2桁の数字が出力を馬力で表したときの千位・百位（十位を四捨五入）を示す。
搭載されるエンジンは、GE製FDL型で、12気筒のものと16気筒のものがある。形式の末尾のアルファベットがAのものが12気筒であるが、16気筒バージョンと出力は等しい。また、B23-7など、全車両が12気筒の場合には、この「A」がつかない。

## 4動軸

### B23-7

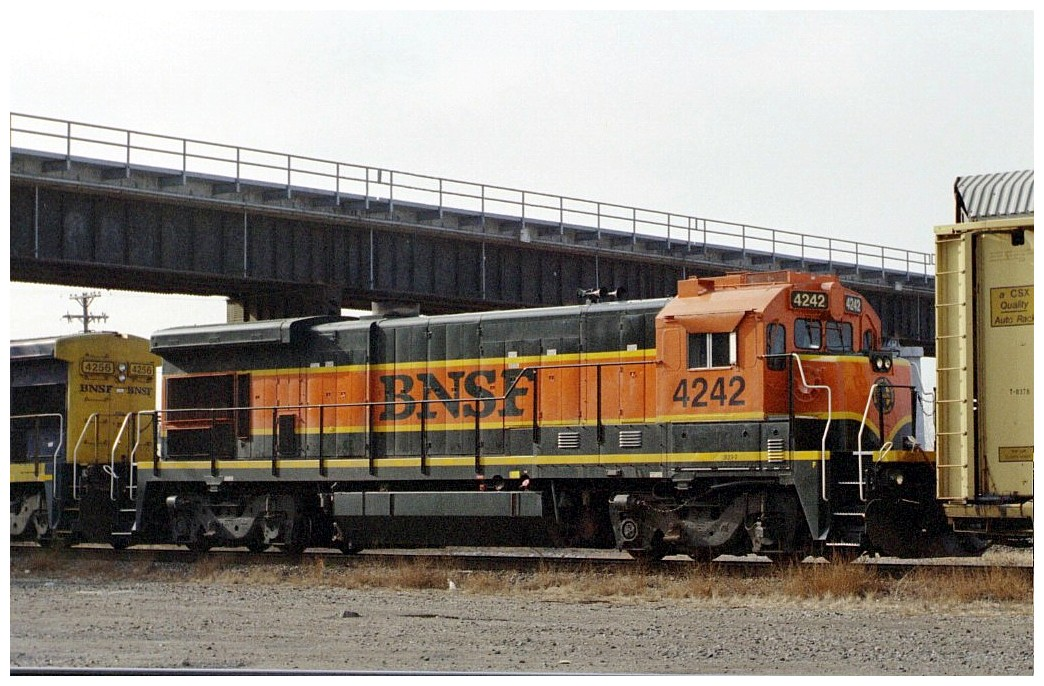
BNSF鉄道のB23-7。

1977年9月から1984年12月までの間、536両が製造された。GM-EMDのGP38-2の対抗として製作された。U23Bの後継にあたる。
- 最大出力：2250馬力 / 1050rpm（1676kW）
- 機関：GE 7FDL-12型 V型12気筒ディーゼルエンジン
- 最大牽引力：271kN
- 重量：127t

### BQ23-7
1978年から1979年の間、シーボード・コースト・ライン鉄道（SCL）のために10両が製造された。前述B23-7の派生形式であり、形式のQは「クオーター」即ち「4分の1」を示す。カブースの連結を省略するためにB23-7よりも運転席部分を拡大し、ショート・フードがあるべき位置までを覆うという、北米のロード・スイッチャーとしては特異な形状となっている。その角張った車体形状および灰色の塗色から、イージス・クルーザーと愛称された。
1966年から翌年にかけて製造されたシーボード・エア・ライン鉄道（SAL）のU30Bと同様、 ブロンバーグB形台車を装備している。SCLの後進であるCSXトランスポーテーションは、1990年代までこの機関車を使用した。

### B30-7

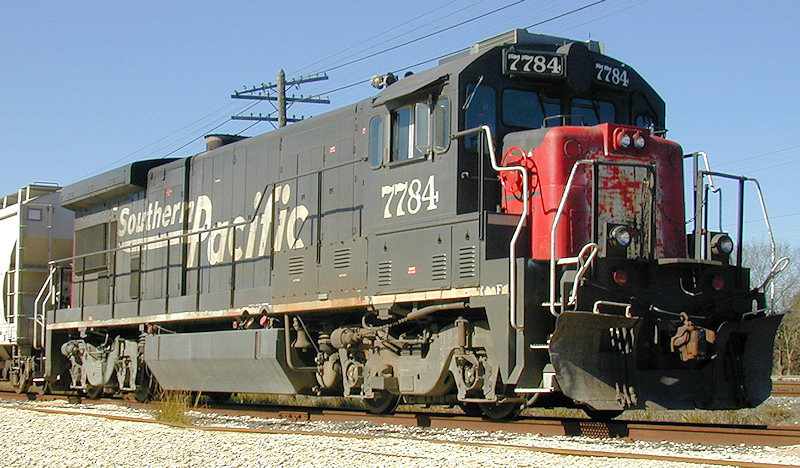
サザン・パシフィック鉄道のB30-7。

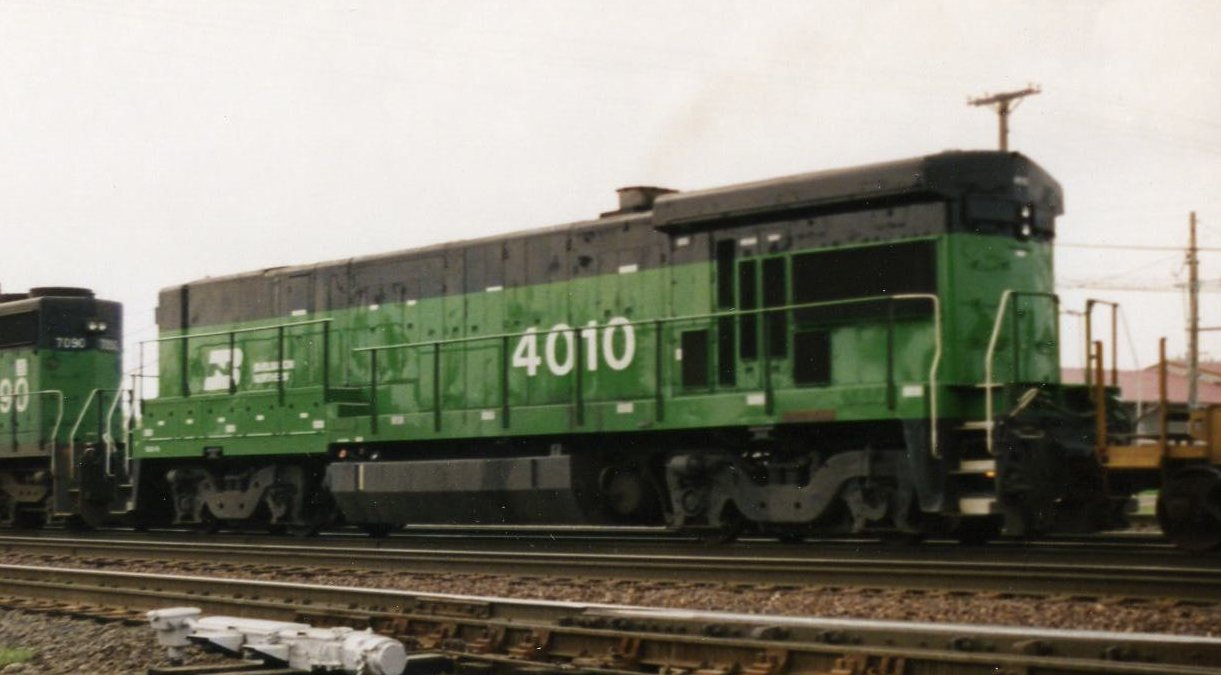
バーリントン・ノーザン鉄道のBユニット、B30-7AB。

1977年12月から1982年5月までの間、279両が製造された。16気筒エンジンを搭載しており、出力は3000馬力。形式名の「30」は出力の馬力数値の千位・百位にちなむ。全長はB23-7に等しい。
12気筒エンジンのバージョンがあり、ミズーリ・パシフィック鉄道がB30-7A、サザン鉄道用がB30-7A1、バーリントン・ノーザン鉄道用のBユニットがB30-7ABとなった。

### B36-7

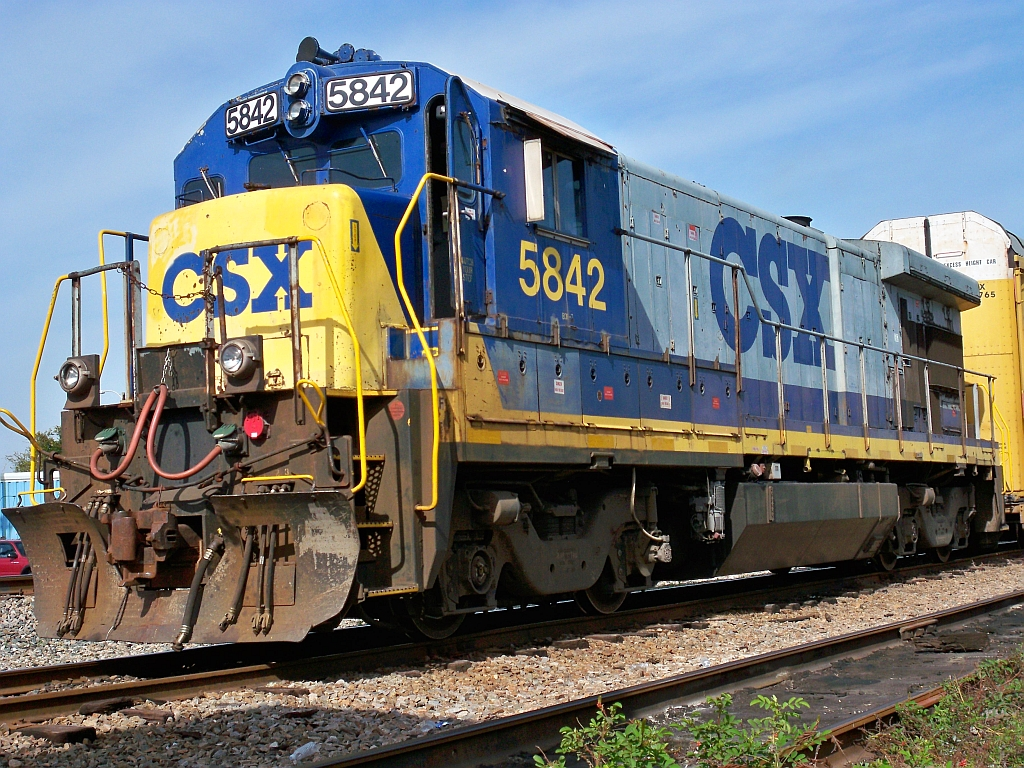
CSXトランスポーテーションのB36-7。

1980年から1985年5月までの間、230両が製造された。16気筒エンジンを搭載しており、出力は3600馬力。当初は大陸横断の高速コンテナ列車に使用された。
180両がシーボード・システム鉄道（SSR。1986年からCSXトランスポーテーションの一部となる）とコンレールに納められ、SSRの120両は2006年の時点で使用されていたがコンレールのものは2000年と2001年に使用停止された。うち2両は1987年1月4日のメリーランドでの列車事故(1987 Maryland train collision)で解体された。
コットン・ベルト鉄道の1両は製造から1年がたたないうちに事故に遭い、Bユニットとして再生された。形式は変更されなかったが、B36-7Bと通称されることがある。
- 最大出力：3600馬力 / 1000rpm（2686kW）
- 機関：GE 7FDL-12型 V型12気筒ディーゼルエンジン
- 最大牽引力：287kN
- 重量：127t

## 6動軸

### C30-7

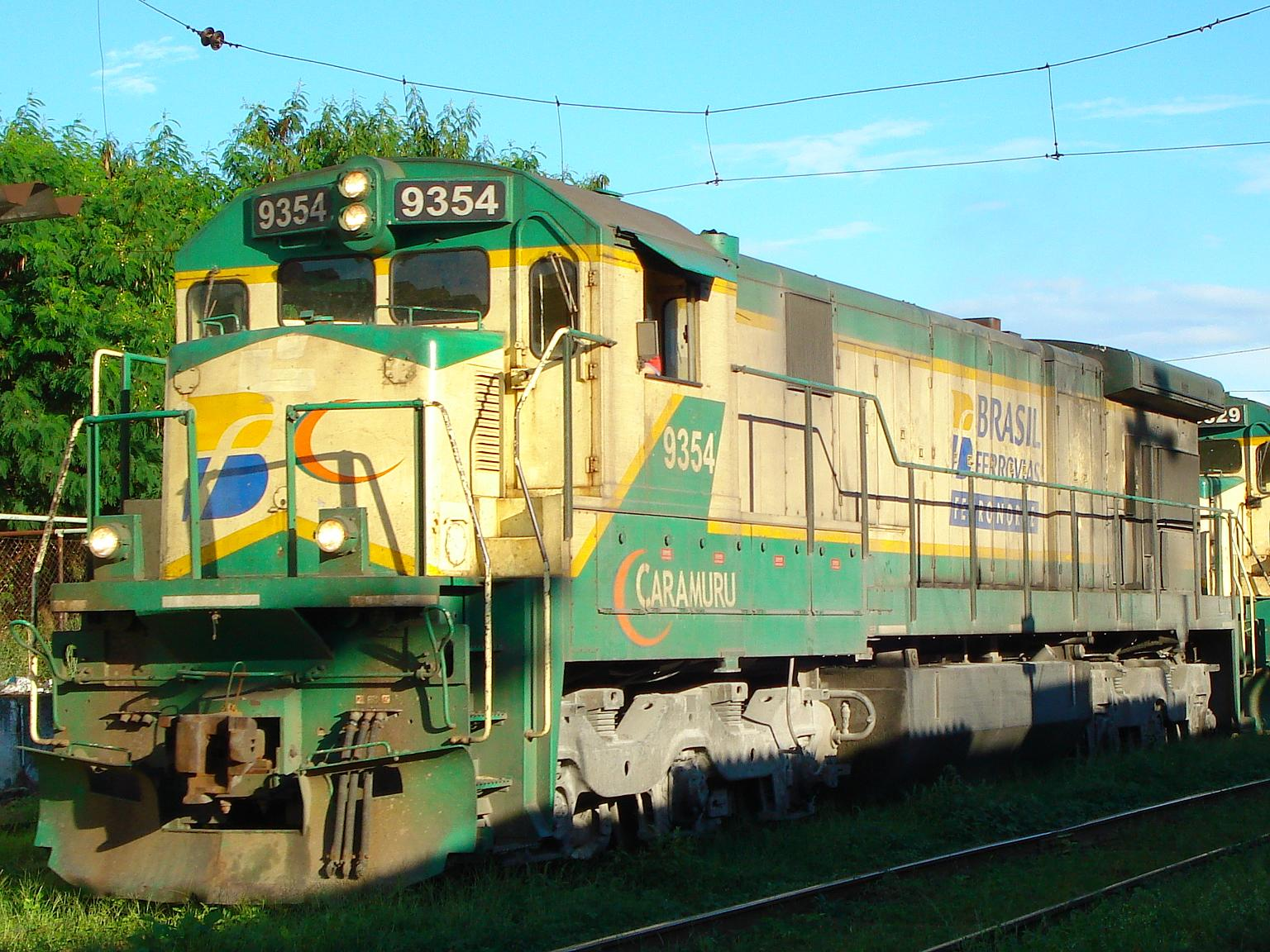
ブラジルへ輸出されたC30-7。

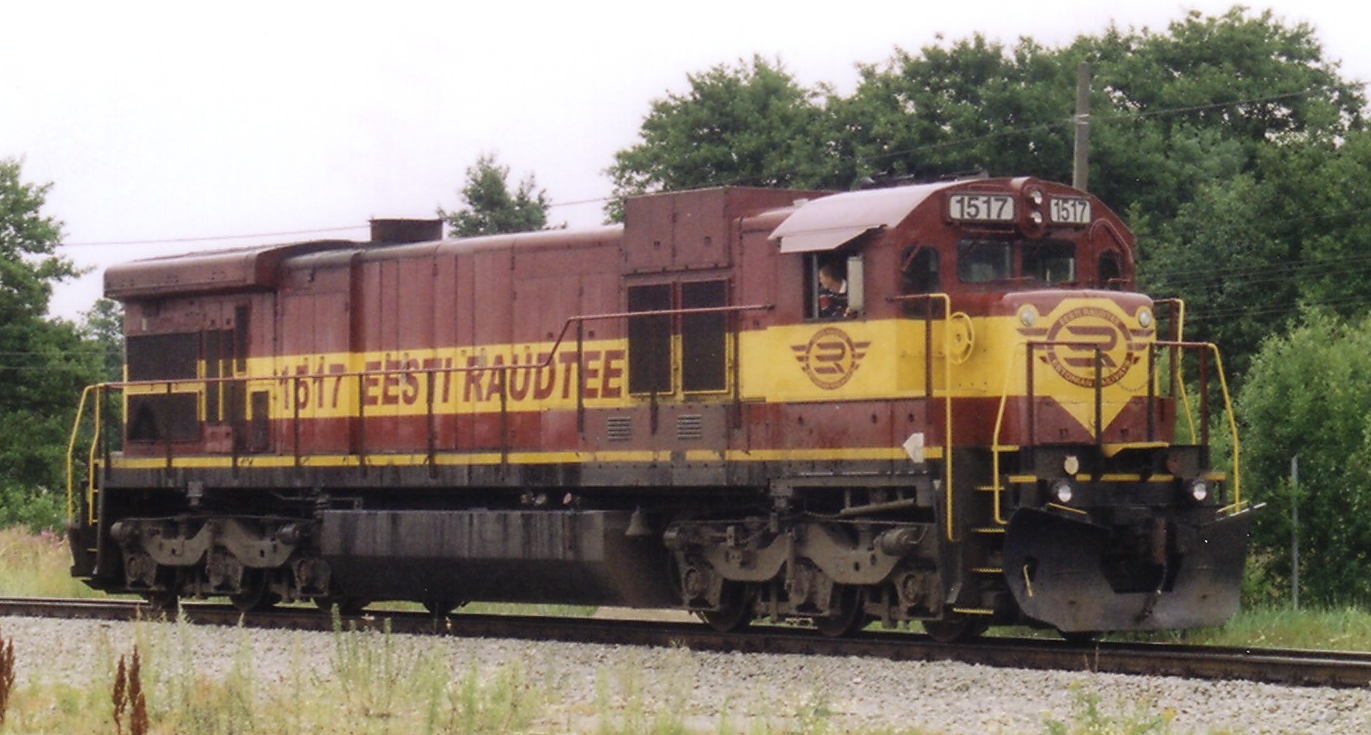
エストニアに輸出された元コンレールのC30-7A。

1976年から1985年までの間に1137両が北米向けとして製造された。U30Cの後継にあたる。16気筒エンジンを搭載しており、出力は3000馬力。フード側面にはエンジン点検用扉が8カ所ある。中古車の多くがブラジルに輸出されている。
コンレールが導入した50両は12気筒エンジンを搭載しており、C30-7Aと称する。12気筒ゆえに片側にシリンダーは6つであり、そのためにフード側面のエンジン点検用扉は6カ所である。出力は同じでも、C30-7よりも燃費はよかった。製造は1984年の5月から6月の間であった。
コンレールのC30-7Aのうち12両は2001年にシカゴ・フレート・カー・リーシング・オーストラリアが購入、オーストラリアのニューサウスウェールズ州営鉄道の442型機関車(アメリカン・ロコモティブ製。)のリビルドに使用された。2003年より使用が開始されている。またエストニアにも中古車がC30-7iとして輸出されており、エストニア国鉄の1500型として使用している。
- 最大出力：3000馬力（2238kW）
- 機関：GE 7FDL-16型 V型16気筒ディーゼルエンジン（C30-7AはGE 7FDL-12型 V型12気筒ディーゼルエンジン）
- 最大牽引力：402kN
- 重量：189t

### C36-7

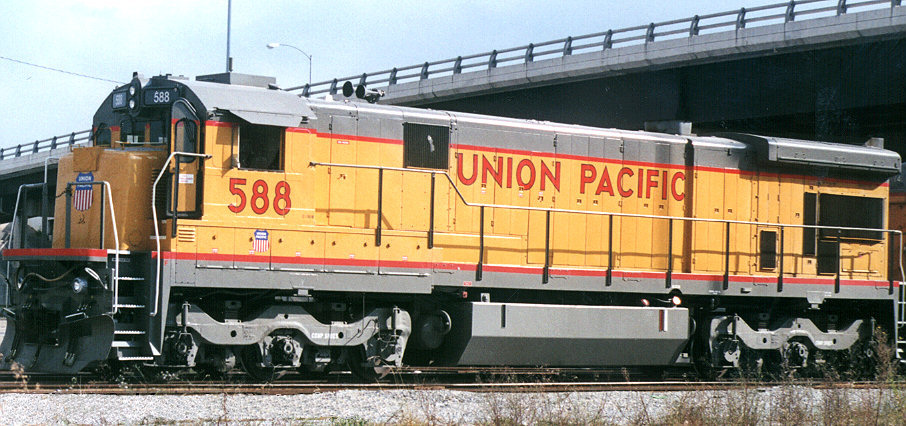
ユニオン・パシフィック鉄道のC36-7、#588。

1978年から1989年の間に599両が製造された。U36Cの後継にあたる。422両が中華人民共和国に輸出され、ND5型とされた。2003年にはGEがユニオン・パシフィック鉄道とミズーリ・パシフィック鉄道が所有していた車両を改造し、合計58両をエストニアに輸出した。
- 最大出力：3600馬力 / 1000rpm（2686kW）
- 機関：GE 7FDL-16型 V型16気筒ディーゼルエンジン
- 最大牽引力：431kN
- 重量：189t